# Steve Howe
Pour les articles homonymes, voir Howe.
 (août 2018).
- Si vous ne connaissez pas le sujet, laissez ce bandeau (vous pouvez alors contacter les auteurs).
- Si vous supprimez le contenu mis en cause (vous pouvez préalablement contacter les auteurs),

argumentez précisément cette suppression dans la page de discussion
(un manque de référence n'est pas un argument ; une recherche réelle de référence doit avoir été effectuée, être formellement documentée).
Steve Howe est un guitariste britannique de rock progressif né à Holloway, dans le nord de Londres, le 8 avril 1947. Il est principalement connu comme guitariste des groupes The Syndicats, Tomorrow, Yes, Asia et GTR. Ses influences sont diverses, allant du jazz au classique et du country au rock. De son propre aveu, Wes Montgomery, Chet Atkins, Tal Farlow et Django Reinhardt comptent parmi les musiciens qui l'ont influencé. En 2003 le magazine Rolling Stone le classe 69e dans sa liste des 100 meilleurs guitaristes

## Biographie

### Débuts
Stephen James dit Steve Howe naît le 8 avril 1947 à Holloway. Après avoir appris seul la guitare,, il rejoint d'abord le groupe The Syndicats en 1963 (dont le tube Maybellene de Chuck Berry est repris sur l'album compilation On the scene chez Columbia). Lorsqu'il quitte ce groupe pour joindre The In Crowd en 1965, il est remplacé par Ray Fenwick, qui lui-même cédera sa place à Peter Banks. The In crowd, rebaptisé par la suite Tomorrow, est à l'époque considéré, aux côtés de Pink Floyd, Soft Machine et The Syn, comme l'un des fleurons du psychédélisme britannique, notamment avec son single My White Bicycle. Cette formation n'enregistre qu'un seul album éponyme avant de disparaître en 1968. 
Steve Howe forme alors le groupe Canto avec Dave Curtiss à la basse et Bobby Clarke à la batterie ; ils enregistrent quatre chansons qui ne sont pas publiées tout de suite, Come Over Stranger, Lailo, Power Of Music et Nether Street (Instrumental Demo) mais que l'on retrouve sur l'album Spectral Nether Street en 2000. Puis avec l'ajout de Clive Skinner au chant et à la guitare, le groupe change de nom pour Bodast. Durant sa courte existence, ce groupe participe au concert The Pop Prom en 1968 avec The Who, et accompagne Chuck Berry durant sa performance lors de cette soirée. Les musiciens de Bodast enregistrent suffisamment de morceaux pour un album, mais leur label Tetragrammaton disparaît prématurément. Une chanson du groupe intitulée Nether street devient finalement le troisième segment de Starship Trooper, Würm sur The Yes Album. Ces enregistrements réalisés en 1968 sont finalement dévoilés en 1981 sur "The Bodast Tapes - Featuring Steve Howe" puis en 1990 sur l'album "The Early Years - Steve Howe with Bodast" et finalement en 2000 par RPM Records avec " Spectral Nether Street - The Complete Collection". Le bassiste Dave Curtiss formera le duo folk Curtiss Maldoon avec Clive Maldoon et tous deux produiront un unique album en 1972 auquel participe Steve Howe. Après avoir auditionné sans succès pour Jethro Tull qui venait de perdre son guitariste Mick Abrahams, il en fait de même pour The Nice de Keith Emerson à la suite du départ de David O'List, mais optera finalement pour Yes.

### Yes
En 1970, Steve Howe est pressenti pour rejoindre Yes, où il remplace Peter Banks. Il participe à tous les albums du groupe entre The Yes Album (1971) et Drama (1980), avant la dissolution du groupe, participant très activement au style développé par le groupe pendant son âge d'or. Lorsque Yes renaît de ses cendres en 1983, Steve Howe y est remplacé par Trevor Rabin.
En 1989, Steve Howe retrouve certains de ses anciens camarades de Yes au sein de la formation Anderson Bruford Wakeman Howe puisqu'ils ne peuvent jouer sous le nom de Yes à l'époque, celui-ci étant détenu par le bassiste Chris Squire. La formation rejoint Yes et l'album Union paraît en 1991. Steve Howe quitte le groupe à l'issue de la tournée, avant de le réintégrer en 1995, à la suite du départ de Trevor Rabin. Depuis cette époque, il fait toujours partie du groupe.
En avril 2017, Yes est introduit au Rock and Roll Hall of Fame : Steve Howe et le batteur Alan White y sont récompensés en même temps que d'anciens membres du groupe. Howe joue avec ces derniers sur deux titres : à la guitare sur Roundabout et à la basse sur Owner of a Lonely Heart, en remplacement de Chris Squire mort en 2015.

### Asia
En 1981, après la séparation de Yes, Steve Howe participe à la fondation du supergroupe Asia en compagnie de John Wetton, Geoff Downes et Carl Palmer. Il participe aux deux premiers albums du groupe. Il est ensuite remplacé par Mandy Meyer. Steve Howe retrouve brièvement Asia pour l'album Aqua (1992) et la tournée 1992-1993, puis à partir de 2007 pour les albums Phoenix, Omega et XXX. Lorsqu'il quitte définitivement Asia, il est remplacé par Sam Coulson. 

### GTR
En 1986, Steve Howe forme le groupe GTR avec l'ancien guitariste de Genesis Steve Hackett, ainsi que Max Bacon, Phil Spalding et Jonathan Mover. Ce groupe enregistre un unique album homonyme, puis se dissout en 1987 après le départ de Steve Hackett. Un album en concert est publié en 1997 dans la collection King Biscuit Flower Hour et intitulé King Biscuit Flower Hour Presents GTR. Steve Howe joue aussi sur le premier album solo de Max Bacon, The Higher You Climb en 1995, avec Steve Hackett et d'autres anciens membres de GTR, ainsi que Geoff Downes aux claviers.

### Carrière solo et divers
En 1975, Steve Howe commence sa carrière solo avec Beginnings, et en 1979 publie The Steve Howe Album, sur lesquels on trouve, entre autres, Alan White, Bill Bruford et Patrick Moraz. Après un passage au sein de Anderson Bruford Wakeman Howe, il publie plusieurs albums solo dans les années 1990 et 2000. Le dernier album en date s'intitule Love Is, qui sort en 2020 avec le chanteur Jon Davison à la basse et le fils de Steve Howe, Dylan Howe à la batterie.

## Style de jeu
Formé au jazz comme Bill Bruford (une de ses influences est Wes Montgomery), Steve a toujours fait preuve d'un sens prononcé de la mélodie, ce qui lui a fait écrire des pièces accessibles comme Yours is No Disgrace ou Perpetual Change, des classiques du rock progressif. Steve a joué pendant une grande partie de sa carrière sur une Gibson ES-175D, modèle 1964 achetée neuve, qu'il porte assez haut pour pouvoir atteindre les aigus à l'extrémité du manche. Renommé pour la remarquable collection de guitares constituée au cours des années, il a joué et enregistré sur un très grand nombre de modèles, en fonction des sonorités recherchées.
Steve est aussi à l'aise avec des guitares classiques (Clap, Mood for A day) qu'à l'électrique, ce qui lui a valu d'être le premier guitariste de rock invité à Séville au Classic Guitar World aux côtés de Andrès Segovia, John Williams et Paco De Lucia.

## Vie privée
Steve a commencé une relation avec Pat Stebbings en 1968. Ils se sont mariés à la mairie à Burnt Oak. Elle a donné naissance à son fils Dylan en 1969, alors qu'elle vivait à Londres. Ils ont divorcé après deux ans et Steve a obtenu la garde.
Howe a épousé Janet Osborne en 1975. Ils ont eu trois enfants : Virgile, Géorgie et Stéphanie.
En 1972, Steve est devenu végétarien; depuis lors, lui et sa femme ont adopté le régime macrobiotique. Il évite également de prendre des médicaments pharmaceutiques inutiles, préférant la médecine alternative et l'homéopathie.
Il pratique quotidiennement la Méditation Transcendantale depuis son adoption en 1983.

## Discographie

### Solo

#### Albums studio
| - 1975 : Beginnings - 1979 : The Steve Howe Album - 1991 : Turbulence - 1993 : The Grand Scheme of Things - 1995 : Seraphim - 1995 : Voyagers - 1998 : Quantum Guitar - 1999 : Portraits of Bob Dylan | - 2001 : Natural Timbre - 2002 : Skyline - 2003 : Elements - 2003 : Guitar World - 2005 : Spectrum - 2008 : Motif Volume 1 - 2011 : Time - 2020 : Love Is - 2020 : I'm Gay |

#### Albums en concert
- 1994 : Not Necessarily Acoustic
- 1999 : Pulling Strings
- 2005 : Remedy Live

#### Homebrew (série d'albums)
- 1996 : Homebrew
- 2000 : Homebrew 2
- 2005 : Homebrew 3
- 2010 : Homebrew 4
- 2013 : Homebrew 5
- 2016 : Homebrew 6

#### Steve Howe Trio
- 2008 : The Haunted Melody - Avec Dylan Howe et Ross Stanley
- 2010 : Travelling - Avec Dylan Howe et Ross Stanley
- 2019 : New Frontier - Avec Dylan Howe et Ross Stanley - Inclut 3 pièces composées avec Bill Bruford

#### Compilations
- 2001 : Mothballs
- 2003 : Light Walls
- 2015 : Anthology: A Solo Career Retrospective (2 CD)
- 2016 : Anthology 2: Groups and Collaborations (3 CD)

### The Syndicats

#### Singles
- 1964 : Maybelline / True to Me
- 1965 : Howling for My Baby / What to Do
- 1965 : On the Horizon / Crawdaddy Simone

### The In Crowd

#### Singles
- 1965 : That's How Strong my love is / Things She Says
- 1965 : Why Must They Criticise / I Don't Mind
- 1965 : Stop, Wait a Minute / You're on Your Own
- 1966 : Am I Glad To See You/Blow Up

### Tomorrow

#### Singles
- 1967 : My White Bicycle / Claramount Lake (Parlophone)
- 1967 : Revolution / Three Jolly Little Dwarves (Parlophone)
- 1968 : Excerpt From A Teenage Opera/Theme From A Teenage Opera/Revolution/My White Bicycle

#### Albums
- 1968 : Tomorrow
- 1998 : 50 Minute Technicolor Dream (RPM 184)
- 2000 : Christmas On Earth Continued
- 2017 : Live Recordings: 1967-1968

### Canto
- 1968 : Come Over Stranger - Publié en 2000 sur l'album Mothballs - Groups & Sessions 64/69.
- 1968 : Lailo - Publié en 1998 sur l'album Club Latino 98 sur le label Popular Records.
- 1968 : Power Of Music - Publié en 1998 sur l'album de Bodast Spectral Nether Street - The Complete Collection.
- 1968 : Nether Street (Instrumental Demo) - Idem.

### Bodast

#### Compilations
- 1981 : The Bodast Tapes - Featuring Steve Howe - Cherry Red BRED 12
- 1990 : The Early Years - Steve Howe with Bodast - C5 Records – C5-528
- 2000 : Spectral Nether Street - The Complete Collection - RPM Records – RPM 198
- 2017 : Towards Utopia - Esoteric Recordings – ECLEC 2593

### Yes

#### Albums studio
| - 1971 : The Yes Album - 1972 : Fragile - 1972 : Close to the Edge - 1973 : Tales from Topographic Oceans - 1974 : Relayer - 1977 : Going for the One - 1978 : Tormato - 1980 : Drama - 1991 : Union - 1996 : Keys to Ascension | - 1997 : Keys to Ascension 2 - 1997 : Open Your Eyes - 1999 : The Ladder - 2001 : Magnification - 2011 : Fly from Here - 2014 : Heaven & Earth - 2017 : Fly from Here - Return Trip - 2020 : From a Page - 2021 : The Quest - 2023 : Mirror to the Sky |

#### Albums en concert
| - 1973 : Yessongs - 1980 : Yesshows - 1996 : Keys to Ascension - 1997 : Keys to Ascension 2 - 2000 : House of Yes: Live from House of Blues - 2002 : Symphonic Live - 2005 : The Word Is Live - 2007 : Live at Montreux 2003 - 2011 : Union Live | - 2012 : In the Present: Live from Lyon - 2014 : Songs from Tsongas - 2014 : Like It Is: Yes at the Bristol Hippodrome - 2015 : Progeny: Seven Shows from Seventy-Two - 2015 : Like It Is: Yes at the Mesa Arts Center - 2017 : Topographic Drama Live Across America - 2019 : Live 50 - 2020 : The Royal Affair Tour - 2021 : Union Live - Coffret 26 CD |  |

### GTR
- 1986 : GTR
- 1997 : King Biscuit Flower Hour

### Anderson Bruford Wakeman Howe
- 1989 : Anderson Bruford Wakeman Howe
- 1993 : An Evening of Yes Music Plus (en concert)
- 2012 : Live at the NEC (en concert)

### Asia
- 1982 : Asia
- 1983 : Alpha
- 1990 : Then and Now (compilation avec quatre inédits)
- 1992 : Aqua
- 2001 : Aura
- 2007 : Fantasia: Live in Tokyo (en concert)
- 2008 : Phoenix
- 2010 : Omega
- 2010 : Spirit of the Night (en concert)
- 2012 : XXX
- 2014 : High Voltage Live (en concert)

### Collaborations

#### Paul Sutin
- 1995 : Seraphim
- 1995 : Voyagers

#### Oliver Wakeman
- 2001 : The 3 Ages of Magick

#### Dylan Howe
- 2014 : Subterranean - New Designs on Bowie's Berlin - Steve joue du koto sur Moss Garden.

#### Virgil Howe
- 2017 : Nexus - Steve accompagne son fils sur cet album à la guitare et à la guitare pedal steel.
- 2023 : Lunar Mist  - Album sorti en Mai 2023

### Participations
- 1972 : Lou Reed de Lou Reed - Avec Rick Wakeman
- 1972 : Curtiss Maldoon de Curtiss Maldoon - Duo folk forné de Dave Curtiss et de Clive Maldoon. Curtiss a joué avec Bodast en compagnie de Steve avant Yes
- 1973 : All to bring you morning De Johnny Harris - Avec Jon Anderson et Alan White
- 1973 : The Six Wives of Henry VIII - De Rick Wakeman - Avec Chris Squire, Bill Bruford et Alan White
- 1976 : Ramshackled De Alan White - Avec Jon Anderson sur la pièce "Spring : Song of innocence"
- 1982 : Industry Standard - Des Dixie Dregs
- 1984 : Welcome to the Pleasuredome - De Frankie Goes to Hollywood - Steve, guitare acoustique sur la pièce titre, avec aussi Trevor Rabin, guitare et claviers ainsi que Trevor Horn, chœurs, basse et production.
- 1985 : Secret Wish - De Propaganda - Avec Trevor Horn production, David Sylvian, Andy Richards, Ian Mosley .
- 1986 : Liverpool - De Frankie Goes To Hollywood - Steve Howe guitare, Avec Trevor Rabin guitare, Trevor Horn producteur exécutif, Peter-John Vettese et Andy Richards des Strawbs aux claviers.
- 1988 : Transportation - De Billy Curie - Steve sur 6 pièces
- 1988 : Guitar Speak : - Artistes Variés
- 1988 : Say something - De Andy Leek
- 1989 : Animal logic - De Animal Logic
- 1989 : Seraphim de Paul Sutin
- 1989 : Night of the guitar Live - Artistes Variés - Steve guitare sur 4 pièces. Avec Randy California, Steve Hunter, Alvin Lee, etc.
- 1991 : Innuendo De Queen - Guitare classique sur la pièce-titre.
- 1991 : Polar Shift - Artistes Variés - Steve guitare sur une pièce. Avec Vangelis, Enya, Kitaro.
- 1992 : Classical Connection II - De Rick Wakeman - Avec aussi Chris Squire et Bill Bruford
- 1992 : Artistry - De Martin Taylor - Produit par Steve Howe.
- 1993 : Symphonic music of Yes - Du London Philharmonic Orchestra - Avec aussi Jon Anderson et Bill Bruford
- 1993 : Affirmative: The Yes Solo Family Album - Artistes Variés - 2 pièces de Steve Ram et Nature of the sea.
- 1993 : Size Isn't Everything- Des Bee Gees - Guitare acoustique sur Haunted House (non crédité)
- 1995 : The Higher You Climb - De Max Bacon - Avec Geoff Downes, Steve Hackett, Nigel Glockner, Scott Gorham, Jonathan Mover, Phil Spalding.
- 1995 : Excerpts from groups and sessions - De Keith West
- 1995 : Lilies in the field - De Annie Haslam - Single
- 1995 : Yin and Yang - De Fish
- 1995 : Voyagers de Paul Sutin
- 1995 : Tales from Yesterday - Artistes Variés - Avec Billy Sherwood, Peter Banks, Patrick Moraz et Adam Wakeman
- 1996 : A teenage opera  - De Mark Wirtz - Steve guitares sur trois pièces, avec Keith West.
- 1996 : Blow Up - The Original Soundtrack Album - De Herbie Hancock - Am I glad to see you et Blow up de Tomorrow.
- 1997 : Asia - UK Compilation - De Geoff Downes & John Wetton - Avec Eddie Jobson, Allan Holdsworth, Bill Bruford, Carl Palmer.
- 1998 : Age of Impact - De Explorers Club
- 1998 : Yes, Friends and Relatives - Artistes Variés - 4 pièces de Steve.
- 1998 : Starship Troopers sur le DVD 5 Years in a Livetime - De Dream Theater
- 1999 : Curtiss Maldoon & Sepheryn—The Definitive Collection - De Curtiss Maldoon & Sepheryn - 2 Albums distincts, Steve est à la guitare sur 2 pièces du premier album du duo Curtiss Maldoon.
- 2000 : Recollections - De Rick Wakeman - Compilation avec Steve à la guitare sur une pièce, avec Chris Squire, Bill Bruford et Alan White.
- 2001 : Brand New Boots And Panties - Artistes Variés : Steve joue sur Wake Up And Make Love With Me avec Sinéad O'Connor et Grant Nicholas From Feeder avec The Blockheads incluant son fils Dylan à la batterie.
- 2001 : Do you wanna play Carl ? - De Carl Palmer - Steve à la guitare sur 2 pièces de Asia.
- 2002 : Raising the Mammoth - De Explorers Club
- 2004 : This is it De Dylan Howe - Avec John Etheridge, guitare ex-Soft Machine.
- 2011 : Seeking Major Tom - De William Shatner - Avec Patrick Moraz.
- 2012 : A spoonful of time - De Nektar - Avec Geoff Downes, Rick Wakeman, Patrick Moraz, David Cross, Rod Argent, Edgar Froese.
- 2013 : The Many Faces of Pink Floyd Artistes Variés : Steve pedal-steel sur The Great Gig In The Sky avec Rick Wakeman.
- 2014 : Subterranean - New Designs on Bowie's Berlin - De Dylan Howe - Avec Steve Howe au koto sur Moss Garden et Dylan aux synthétiseurs et à la batterie.
- 2014 : Various artists: Light My Fire—A Classic Rock Salute to The Doors - Artistes Variés - Avec Tony Kaye, Rick Wakeman, Patrick Moraz, Geoff Downes, Billy Sherwood, Keith Emerson, Ian Gillan, etc.
- 2016 : Starship trooper de Rick Wakeman - Joue sur The great gig in the sky et Light my fire.
- 2019 : 1000 Hands: Chapter One de Jon Anderson- Avec Chris Squire, Alan White, Brian Chatton, Jean-Luc Ponty , Jerry Goodman, Chick Corea, Billy Cobham, etc.
- 2021 : X Moves de DMX, enregistré avec le bassiste Bootsy Collins et le batteur Ian Paice (Deep Purple). Le single sort le 8 avril, la veille de la mort du rappeur[5].

## DVD
- 2002 : Classic Rock Legends - Steve Howe
- 2004 : Live Legends - Careful With That Axe
- 2005 : Steve Howe's Remedy